# North Stoneham
North Stoneham är en by i civil parish Eastleigh Town, i distriktet Eastleigh, i grevskapet Hampshire i England. Byn är belägen 7 km från Southampton. North Stoneham var en civil parish fram till 1932 när blev den en del av Eastleigh och Chilworth. Civil parish hade 700 invånare år 1931. Byn nämndes i Domedagsboken (Domesday Book) år 1086, och kallades då Stan(e)ham.